# صامويل جورج مورتون
صامويل جورج مورتون (26 يناير، 1799 - 15 مايو، 1851) هو طبيب أمريكي وعالِم طبيعي. نشأ في أسرة تنتمي إلى جمعية الأصدقاء الدينية (الكويكرز)، وفيما بعد أصبح عضواً في الكنيسة الأسقفية الأمريكية. ولد في فيلادلفيا، بنسلفانيا،  التحق بمدرسة ويست تاون، وتخرج من جامعة بنسلفانيا عام 1820. بعد أن حصل على درجة عليا من جامعة إدنبرة فياسكتلندا، بدأ عمله في فيلادلفيا عام 1824. كان أحد مؤسسي الكلية الطبية في بنسلفانيا، فيلادلفيا.  وعمل أستاذا في التشريح في الفترة من العام 1839 حتى استقالته عام 1843. تم انتخابه ليكون عضواً في الجمعية الأمريكية للآثار في العام 1844.
مورتون كان كاتباً غزير الإنتاج لمؤلفات في مجالات متعددة منذ العام 1823 إلى العام 1851. كتب ملاحظات جيولوجية عام 1828، وفي العام 1834 كتب موجز البقايا العضوية من العصر الطباشيري في الولايات المتحدة و  رسوم توضيحية للاستهلاك الرئوي. أول مقالة طبية له، عن استخدام الكورنين في الحمى المتقطعة، نُشِرت عام 1825 في مجلة فيلادلفيا للعلوم الطبية والفيزيائية.  تشمل مؤلفاته التهجين في الحيوانات والنباتات (1847), ملاحظات إضافية في التهجين (1851), ونظام موضَّح  (مصور) لتشريح جسم الإنسان (1849).

## «المدرسة الأمريكية» لوصف الأعراق البشرية
غالباً ما يُشار إلى صامويل جورج مورتون بأنه مؤسس «المدرسة الأمريكية» لوصف الأعراق البشرية (الإثنوغرافيا الوصفية)، وهي مدرسة فكرية للعلوم الأمريكية في عصر ما قبل الحرب (الفترة من أواخر القرن الثامن عشر حتى بداية الحرب الأهلية الأمريكية عام 1861) وقد ادعت أن الفروقات بين البشر  ناتجة عن اختلاف الأنواع وليس عن تعددية هذه الأنواع، وينظر البعض إلى هذه المدرسة على أنها منبع العنصرية العلمية.
مورتون عارَض نظرية الخلق الأحادية في الكتاب المقدس (وحدة الأصل الإنساني)  وأيّد بدلا منها نظرية تعدد الأصل الإنساني. زعم مورتون أن الكتاب المقدس أيد اختلاف أصول البشر، وبعمله من منطلق توراتي، اشتملت نظريته على فكرة أن كل عرق خُلق بشكل منفصل عن الآخر، وكل عرق مُنح خصائص محددة ونهائية.
بعد فحصه لثلاثة مومياءات من سراديب الموتى المصرية القديمة، استنتج مورتون أن القوقازيين والزنوج  كانوا متباينين بالفعل منذ ثلاثة آلاف سنة مضت. وبما أن الكتاب المقدس أشار إلى أن سفينة نوح قد رَسَت على جبل آرارات، وقبل ألف سنة من ذلك، ادعى مورتون أن أبناء نوح لم يكونوا قادرين على ذكر أو حساب كل الأعراق الموجودة على الأرض في ذلك الحين. تبعا لنظرية مورتون لتعدد الأصل الإنساني، فإن الأعراق كانت منفصلة منذ البداية.
زعم مورتون أن بإمكانه تحديد القدرة الفكرية (مستوى الذكاء) لعرق ما عن طريق سعة أو حجم الجمجمة. فحجم الجمجمة الكبير يعني دماغ كبير وقدرة فكرية عالية، وحجم الجمجمة الصغير مؤشر لدماغ صغير وقدرة فكرية منخفضة. كان معروفاً بامتلاكه لأكبر مجموعة جماجم، والتي بنى عليها أبحاثه.  ادعى أن كل عرق له أصل منفصل، وأن هناك ترتيب تنازلي للذكاء حيث يقع العرق القوقازي في القمة والزنوج في أدنى نقطة، مع وجود مجموعات عرقية مختلفة فيما بينهما. كان لدى مورتون عدة جماجم من مصر القديمة، وقد خلُصَ إلى أن المصريين القدماء لم يكونوا أفارقة، بل قوقازيين. نُشِرت أبحاثه في ثلاثة مجلدات بين عامي 1839 و 1849: كرانيا أمريكانا (the Crania Americana) و تحقيق في الخصائص المميزة لعرق الشعوب الأصليين في أمريكا ( An Inquiry into the Distinctive Characteristics of the Aboriginal Race of America) وكرانيا ايجيبتياكا (Crania Aegyptiaca).  تم الاحتفاظ بمجموعة الجماجم الخاصة بمورتون في أكاديمية العلوم الطبيعية في فيلادلفيا حتى عام 1966، ثم نُقلت إلى متحف بن Penn Museum، حيث يتم الاحتفاظ بها حالياً.
كانت نظريات مورتون تلقى قبول وشعبية كبيرة في تلك الأيام، وقد كان طبيباً وعالِماً له احترام كبير. عالم الأنثروبولوجيا آلش هردلیچکا Aleš Hrdlička لقَّب مورتون «بأب الأنثروبولوجيا الأمريكية الطبيعية». كريسبين بيتس Crispin Bates أشار إلى أن «المبررات المنهجية» لانفصال الأعراق، بالإضافة إلى أعمال لويس أغاسيز، استخدمها الأشخاص المؤيدين للعبودية في الولايات المتحدة، وكتبت مجلة تشارلستون الطبية عند وفاته «نحن أبناء الجنوب يجب أن نعتبره فاعل خير لدعمه المادي في إعطاء الزنوج مكانتهم الحقيقية كعرق أدنى».

### علم الجماجم

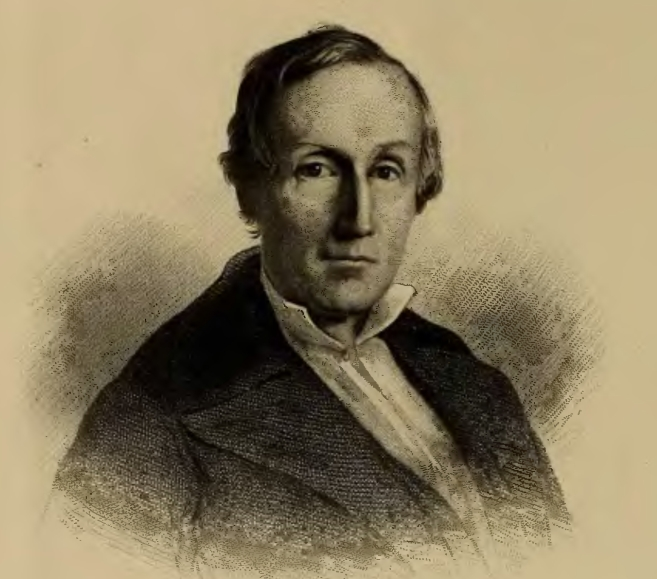
رسم لمورتون في افتتاحية كتاب أنواع البشر لنوت وجليدون

زعم مورتون في كتابه Crania Americana أن القوقازيين يمتلكون الأدمغة الأكبر حجما، بمتوسط حجم 87 انش مكعب (1,426 سنتيمتر مكعب)، الهنود كانوا في المنتصف بمتوسط 82 انش مكعب (1,344 سنتيمتر مكعب)، بينما امتلك الزنوج أصغر حجم أدمغة بمتوسط 78 انش مكعب (1,278 سنتيمتر مكعب). اعتقد مورتون أن جماجم كل عرق كانت مختلفة جدا، فالرب الحكيم خلق كل عرق منفصلا عن الآخر منذ البداية وأسكنه أرضا منعزلة يهيم فيها.
اعتقد مورتون أن حجم الجمجمة يحدد القدرة الفكرية للإنسان، واستخدم مقاس الجمجمة كدليل بالإضافة لتحليله للكتابات الأنثروبولوجية ليدعم الفكرة القائلة بالتراتبية العرقية حيث وضع القوقازيين في قمة الدرجات والأفارقة في الأسفل. قياساته للجمجمة (بالحجم) استُخدمت «كدليل» للأفكار النمطية العرقية. وصف القوقازيين بأنهم «يتميزون بأعلى مداخيل فكرية»; بينما وصف الأمريكيين الأصليين بأنهم «يكرهون الزراعة، وبطيئين في تحصيل المعرفة، هائجين وميالين للانتقام، مشعلي حروب، عديمي الخبرة في المغامرات البحرية»، أما الأفارقة فوصفهم بأنهم «مبتهجين، مرنين، كسولين; وبالرغم من كثرة الشعوب التي يشملها هذا العرق فإنهم يمتلكون خصائص فكرية متنوعة، حيث يمثل الأقل ذكاء منهم أدنى درجات الإنسانية».
أتباع مورتون، وبخاصة جوسيا سي نوت Josiah C. Nott وجورج جليدون  George Gliddon في تكريمهم الكبير لأعمال مورتون، أنواع البشر (1854) Types of Mankind، حملوا أفكار مورتون وساندوا اكتشافاته التي دعمت نظرية اختلاف الأصل البشري- النبوءة القائلة بأن الرب خلق الأعراق بشكل منفصل عن بعضها. نشر عمل تشارلز داروين، أصل الأنواع عام 1859 أحدث تغييرا كبيرا في طبيعة هذه المناظرات الأكاديمية.

## انتقادات

### مزاعم بالتحيز أثناء جمع البيانات
في ورقة علمية نشرت عام 1978 ولاحقاً في كتاب القياس الخاطئ للإنسان (1981) The Mismeasure of Man، أكًّد ستيفن جاي جوولد Stephen Jay Gould أن مورتون، ربما بسبب تحيز لاواعي، نشر بيانات بشكل انتقائي، وتلاعب بتركيبة العينات، وارتكب أخطاء تحليلية، وأخطأ في قياسات الجماجم ليدعم أفكاره المسبقة حول الفروقات الفكرية بين البشر. كتاب جوولد قُرأ على نطاق واسع وأصبح مورتون مثالاً على التحيز اللاواعي في جمع البيانات، وأحد الشخصيات الأساسية في التاريخ المبكر للعنصرية العلمية.
لاحقاً، نُشرت دراستان منفصلتان عن طريقة بحث مورتون وجمعه للبيانات، الأولى عام 1988 والأخرى عام 2011، ادعوا بأن جوولد بالَغ أو فسَّر الحالة بشكل خاطئ، وأن قياسات مورتون كانت صحيحة.
في الدراسة الأخيرة، المعنونة «القياس الخاطئ في العلوم: ستيفن داي جوولد وصامويل جورج مورتون عن الجماجم والتحيز» والتي كتبها ستة أنثروبولوجيين، استنتجت أن التحيز جاء من جوولد، الذي فشل في اختبار وإعادة قياس الجماجم حتى يحدد مستوى دقة وصحة قياسات مورتون. 
على أية حال، تمت مراجعة هذه الدراسة في مجلة الطبيعة Nature، التي أوصت بدرجة من الحذر، ونصَّت على أن "أغلبية أعمال جوولد لم يتم نقدها"، وأشارت إلى أنه "لأنهم لم يستطيعوا قياس كل الجماجم، فهم لا يعرفون إذا كان متوسط حجم الجمجمة التي ذكرها مورتون تمثل عينة صحيحة" ونصت المجلة على أن مناهضة جوولد للعنصرية ربما كان لها تأثير على تفسيراته المتحيزة لبيانات مورتون، ولكنها أيضا أشارت إلى أن "لويس وزملاؤه لديهم أيضا دوافعهم الخاصة". العديد منهم له صلة بجامعة بنسلفانيا، ولذا فإن من مصلحتهم رؤية مجموعة الجماجم تحتفظ بقيمتها حتى ولو لم يتم دراستها بشكل جيد بالإضافة إلى تحريرها من وصمة التحيز بالإضافة إلى "أنهم لم يقبلوا نظرية جوولد القائلة بأن "الطريقة العلمية ملوثة حتما بالتحيز".
في مراجعة نشرتها جامعة بنسلفانيا عام 2014 لأستاذ الفلسفة مايكل وايسبيرج Michael Weisberg، تميل إلى تأييد اتهامات جوولد الأصلية، حيث استنتجت أن "هناك دليل بديهي على التحيز العرقي في قياسات مورتون". وايسبيرغ خلُص إلى أنه بالرغم من أن جوولد لم يرتكب أخطاء في معالجته للموضوع، إلا أن أعمال مورتون تبقى مثال تحذيري للتحيز العرقي في علوم الاختلافات البشرية"..

## أعماله
- Crania Americana; or, A Comparative View of the Skulls of Various Aboriginal Nations of North and South America: To which is Prefixed An Essay on the Varieties of the Human Species. Philadelphia: J. Dobson, 1839.
- Crania Aegyptiaca; or, Observations on Egyptian ethnography, derived from anatomy, history, and the monuments. Philadelphia: J. Penington, 1844.

## وصلات خارجية
- صامويل جورج مورتون على موقع الموسوعة البريطانية (الإنجليزية)
- Samuel George Morton Papers at American Philosophical Society
- Samuel George Morton Papers at the University of Pennsylvania
- مؤلفات Samuel George Morton في مشروع غوتنبرغ
- أعمال أو نبذة عن صامويل جورج مورتون على أرشيف الإنترنت
- Types of Mankind preserved at the Internet Archive